# Metaverpulus bhutanicus
Metaverpulus bhutanicus is een hooiwagen uit de familie Sclerosomatidae.